# Хипоцентар
Хипоцентар или жариште земљотреса је место настанка земљотреса у унутрашњости Земљине коре. Од њега почињу да се простиру сеизмички таласи, односно ту се дешава еластични одскок. По дубини, хипоцентри могу бити плитки, средњи и дубоки. Плитки се налазе на дубини до 70 km најчешће у зонама размицања литосферних плоча. Средњи су на дубини од 70 до 300 km. Дубоки хипоцентри настају на дубинама између 300 и 730 km, најчешће у зонама субдукције.